# スイツキコウモリ科
スイツキコウモリはスイツキコウモリ科 Thyropteridae に属するコウモリ目の小群である 。通常中央アメリカと南アメリカの湿潤熱帯雨林で見いだされる。 非常に小さい科であり、1属5種のみで構成されている。
和名のスイツキコウモリや英名の Disc-winged bat は前肢の親指の付け根と後肢の踵の下にある吸盤に由来しており、この点でマダガスカルに分布するサラモチコウモリ科に似ている。この吸盤は平滑な表面、例えばバショウ科やオウムバナ科の植物の、若くまだ巻いた葉の内側のような休息場所にしがみつき留まるのに用いられる。
スイツキコウモリ科は親指が退化して飛膜に包まれている点と漏斗状の耳介でも見分けることができる。毛色は褐色から黒色で小群か単独で休む 。昆虫食性で多様な環境に生息することができる。

## 分類
スイツキコウモリ科 Thyropteridae

- スイツキコウモリ属 Thyroptera
  - Thyroptera devivoi[3]
  - ホンジュラススイツキコウモリ Thyroptera discifera
  - Thyroptera lavali
  - スピックススイツキコウモリ Thyroptera tricolor
  - Thyroptera wynneae[4]